# Doll (chanson)
Pour les articles homonymes, voir Doll.
Singles de Scandal
Kagerō
(2008) Sakura Goodbye
(2009)
Doll est le quatrième single du groupe japonais Scandal sorti le 22 octobre 2008.
La chanson s'est classée à la 26e position dans les charts japonais et à la 5e au Japan Hot 100.

## Liste des titres
| 1. | DOLL      | Tomomi Ogawa   | Satoshi Tokita | 3:25 |
| 2. | S.L.Magic | Rina Suzuki    | MASTERWORKS    | 4:11 |
| 3. | DOLL      | (instrumental) | Satoshi Tokita | 3:25 |